# Mirns
Mirns (Fries: Murns) is een dorp in de gemeente De Friese Meren, in de Nederlandse provincie Friesland. Mirns ligt tussen Bakhuizen en het IJsselmeer.
De dorpsbelangvereniging Bakhuizen, Mirns en Rijs behartigt de belangen van de drie dorpen. Tot 1955 was Mirns een buurtschap en viel het onder Bakhuizen. In 2023 telde Mirns 100 inwoners.

## Geschiedenis
Vanaf de 13e eeuw werd de plaats vermeld als Midlinghe, Middelingh, Middelen, Midlutze, Mirlense, Myrns en Myrlns. De plaatsnaam komt mogelijk van het Oudfries Middila (de middelste plaats).
Op de begraafplaats staat een van de klokkenstoelen in Friesland. In 1943 ging de oude klokkenstoel verloren door een neerstortende Amerikaanse bommenwerper. De vliegtuigbemanning kwam hierbij om het leven. In 1953 werd een nieuwe klokkenstoel gebouwd, die tevens fungeert als oorlogsmonument. De klokkenstoel is erkend als rijksmonument.
Tot 1 januari 2014 lag Mirns in de gemeente Gaasterland-Sloten.

## Omgeving
Ten zuidwesten van het dorp staat bij het IJsselmeer in het natuurgebied Mokkebank een kleine Amerikaanse windmotor, die in 1920 werd gebouwd. Ook deze windmotor is erkend als rijksmonument. Ten oosten van het dorp ligt het Rijsterbos.

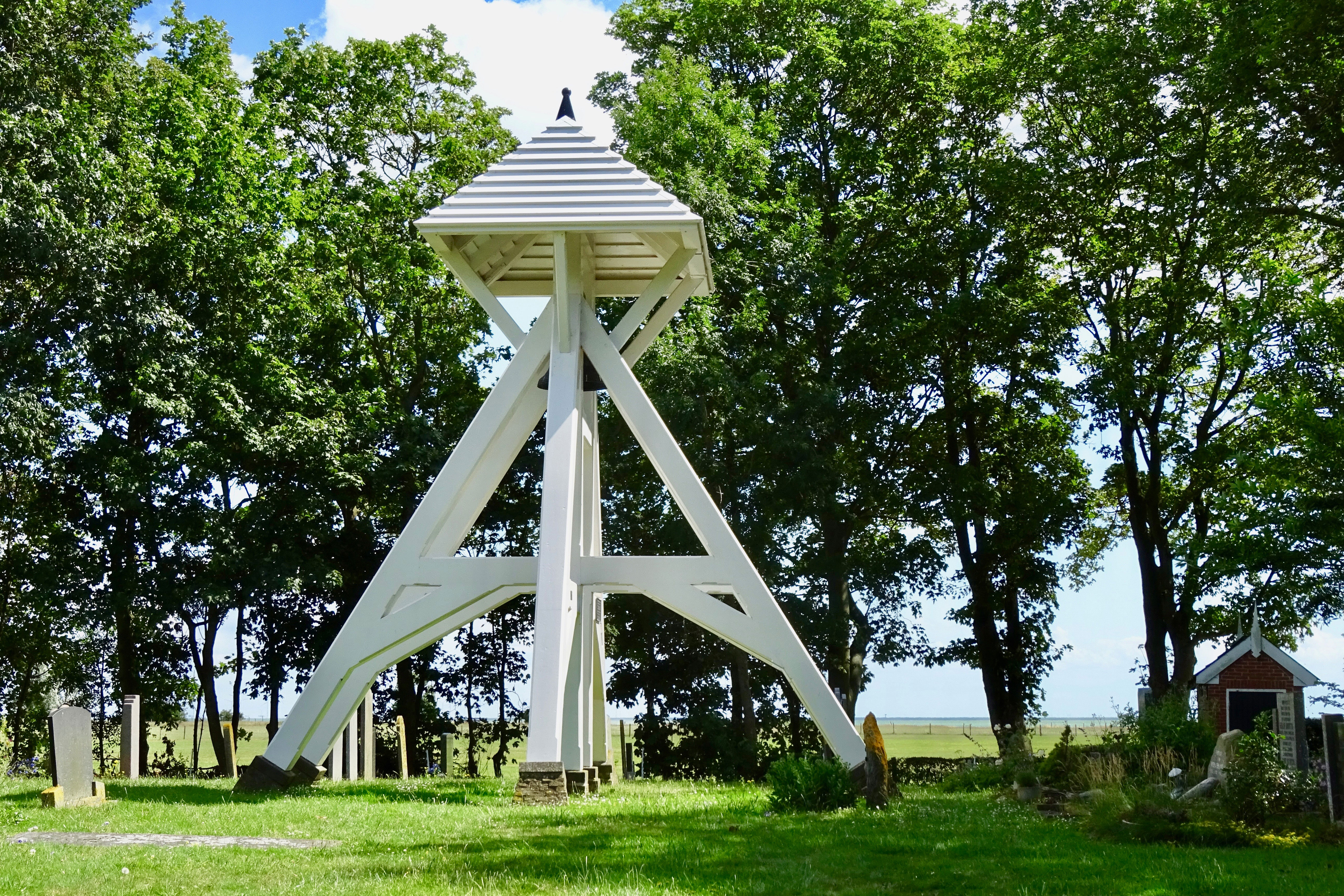
Klokkenstoel van Mirns
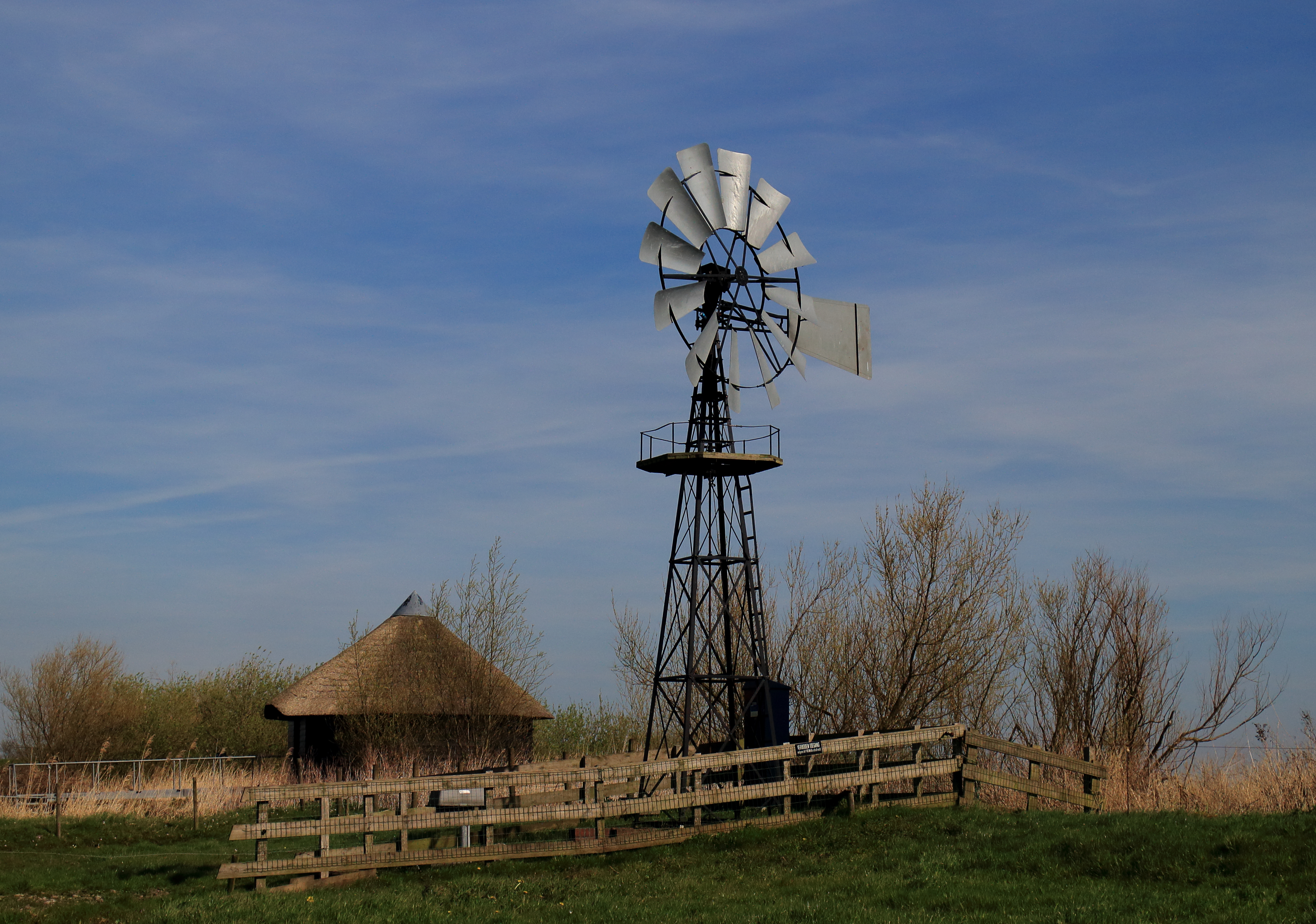
Windmotor van Mirns
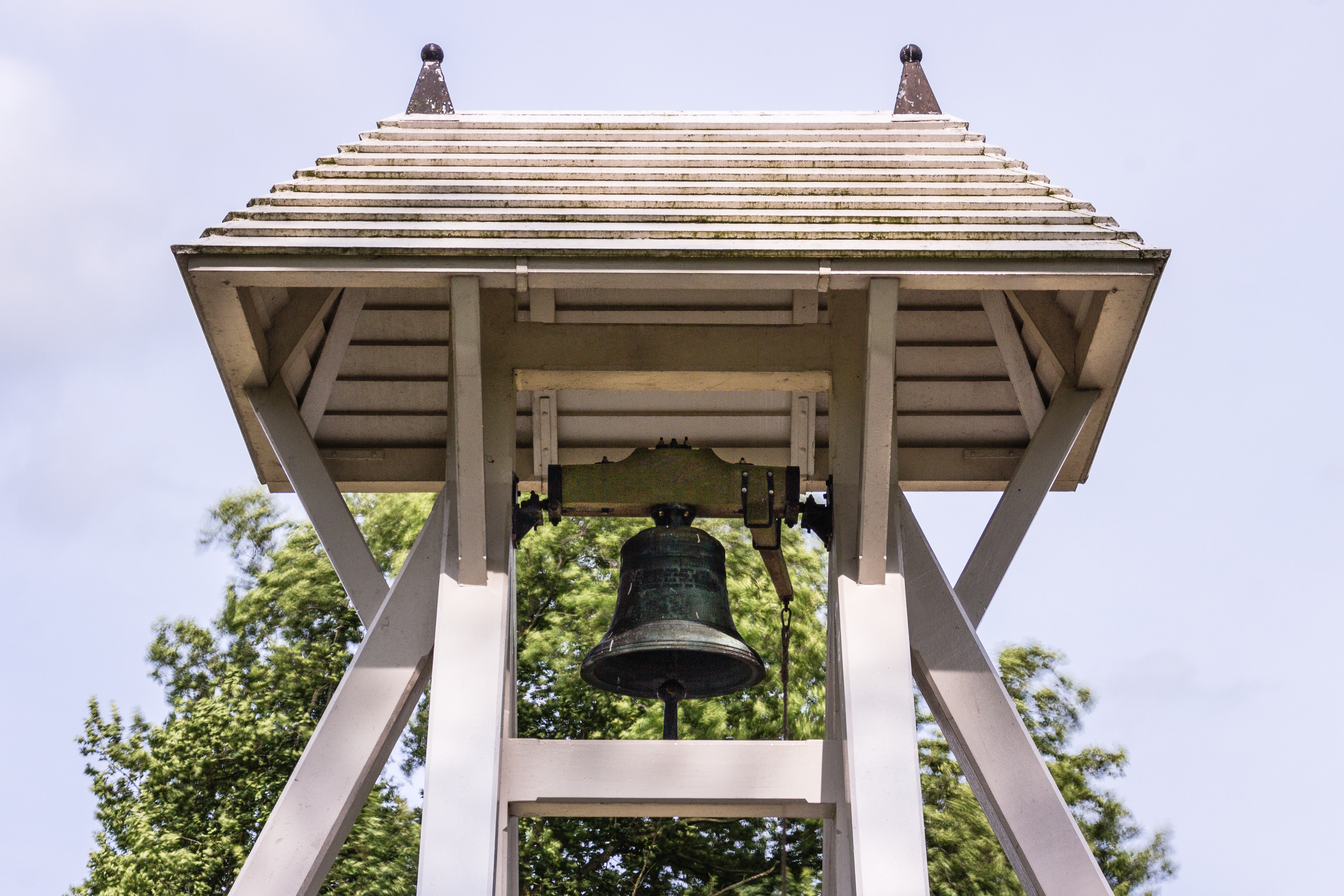
Klokkenstoel van Mirns. (Bovendeel)
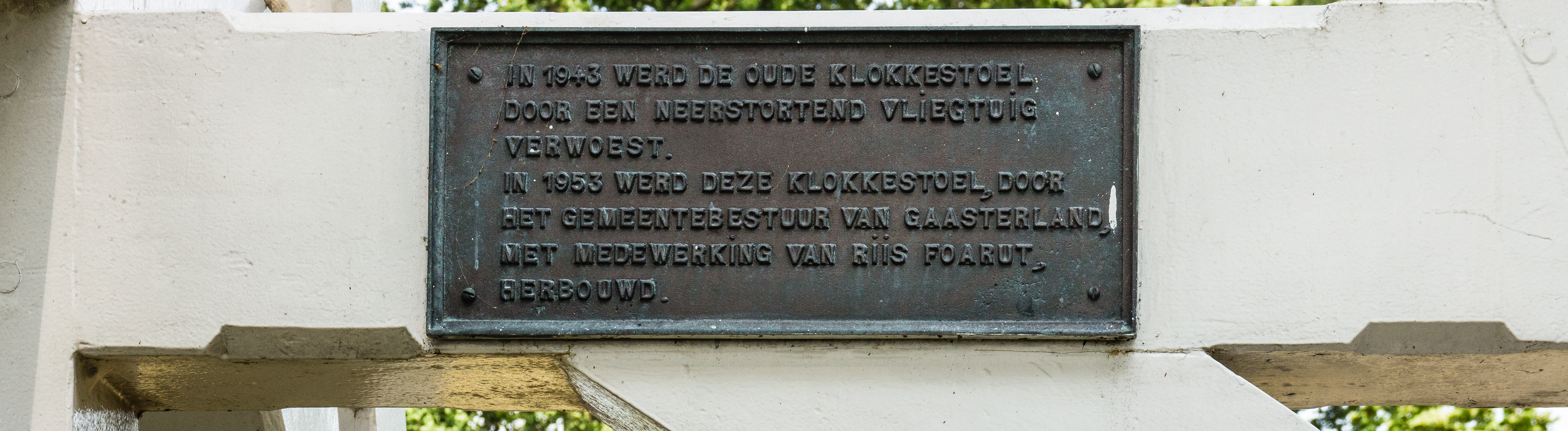
Klokkenstoel Mirns. (Informatiebord over de herbouw van de klokkenstoel na de tweede wereldoorlog).
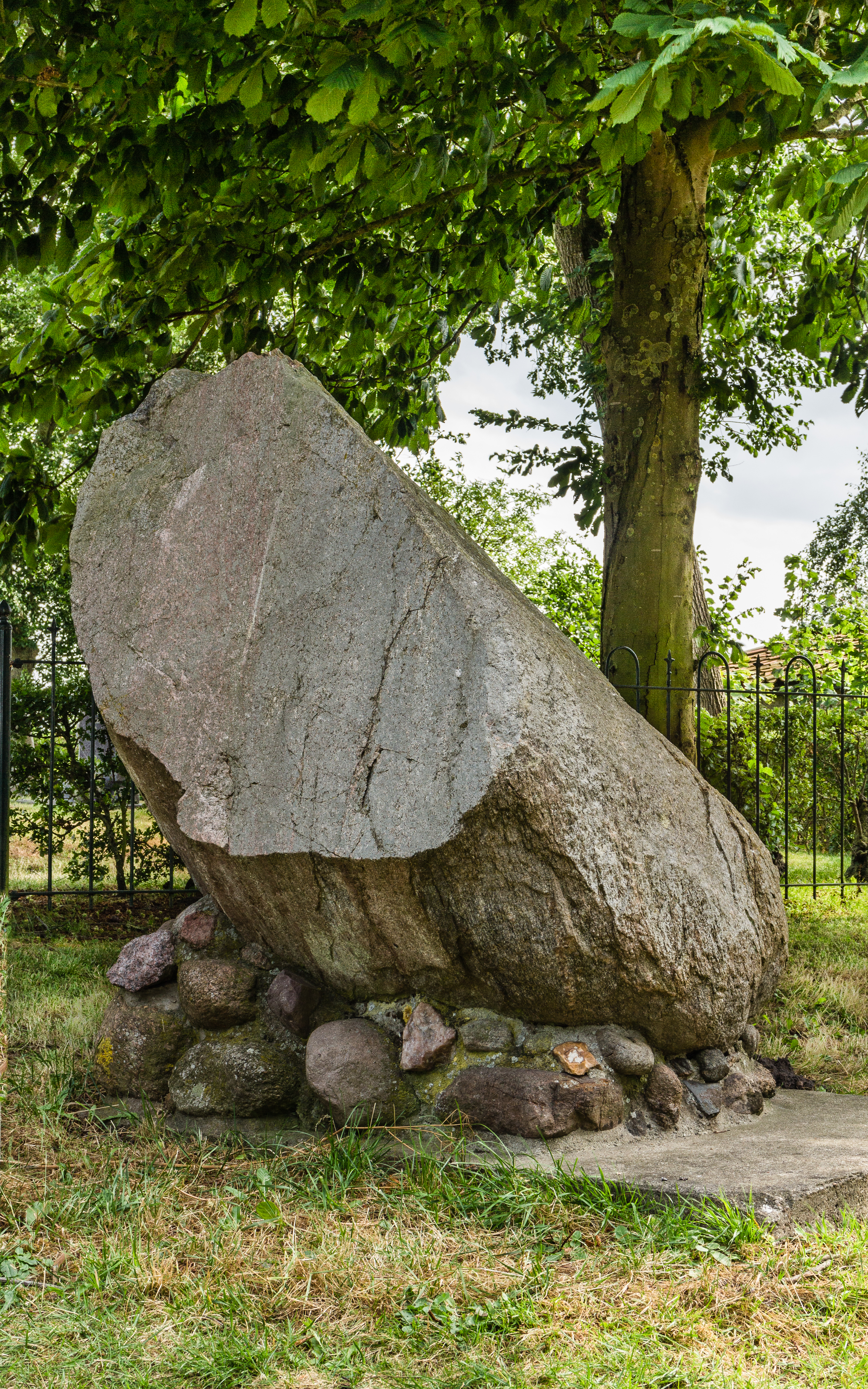
Oorlogsmonument.

## Openbaar vervoer
- Bus, lijn 44: Sneek - Jutrijp - Hommerts - Koufurderrige - Woudsend - Ypecolsga - Balk - Sondel - Nijemirdum - Oudemirdum - Rijs - Mirns - Bakhuizen - Hemelum - Koudum - Hindeloopen - Workum - Parrega - Tjerkwerd - Bolsward